# Fujaïrah Sports Club
Maillots
Actualités
Le Fujaïrah Sports and Cultural Club (en arabe : نادي الفجيرة الرياضي الثقافي), plus couramment abrégé en Fujaïrah SC, est un club émirati de football fondé en 1968 et basé à Fujaïrah.

## Historique
Le club est champion de troisième division en 1986, 1990 et 2006.
En première division, le club termine treizième en 2012-2013 et neuvième en 2014-2015.
Alors que le club évolue lors de la saison 2016-2017 en deuxième division émiratie, Diego Maradona est nommé entraîneur de Al Fujairah SC. Il démissionne le 28 avril 2018, car il a échoué à faire remonter le club en première division.
Cependant le 14 mai 2018, le club gagne les barrages de montée et sera promu en première division pour la saison 2018-2019.

## Entraîneurs successifs[3]
- 2017 - 2018 :  Diego Maradona[4]
- 2018 - 2019 :  Ivan Hašek
- 2019 - :  Madjid Bougherra[5]